# Agardhiella armata
Agardhiella armata е вид охлюв от семейство Argnidae. Видът не е застрашен от изчезване.

## Разпространение
Разпространен е в България, Северна Македония, Румъния и Сърбия.

## Описание
Популацията на вида е стабилна.